# 奥宮正武
奥宮 正武（おくみや まさたけ、1909年（明治42年）7月27日 - 2007年（平成19年）2月22日）は、日本の海軍軍人、航空自衛官。海兵58期。最終階級は海軍中佐、空将。高知県出身。航空主兵論の急先鋒であり、戦艦無用論を主張した。

## 経歴
1909年（明治42年）7月27日、高知県に父・奥宮正治と母・虎の三男として生まれる。生家は土佐藩藩校の教授であった奥宮慥斎の本家になる。母は土佐の旧家である入交家の出身。市岡中学卒を経て、1926年（大正15年）11月、海軍兵学校58期入校。1930年（昭和5年）11月、海軍兵学校卒業。1932年（昭和7年）4月、海軍少尉任官。
1933年（昭和8年）11月、海軍練習航空隊第24期飛行学生を卒業、大村海軍航空隊付（延長教育を受ける）。また、後に関衛らと急降下爆撃の教育を受けた。同月海軍中尉に進級。1934年（昭和9年）11月、空母「龍驤」乗組。1936年（昭和11年）11月、大村空分隊長。同12月、海軍大尉に進級。
1937年（昭和12年）12月、第十三航空隊分隊長。支那事変に参加。12月12日、パナイ号事件を起こし、同月17日に海軍大臣から譴責を受けた。
1938年（昭和13年）3月、鹿屋海軍航空隊分隊長。同年4月、横須賀海軍航空隊分隊長に異動。同年9月に試験飛行中の空中火災事故により重傷を受け、1939年（昭和14年）2月まで入院した。
1938年11月、当時海軍次官であった山本五十六中将夫妻の媒酌により乃婦子と結婚。1939年6月、練習航空隊高等科学生を拝命。1940年（昭和15年）1月、霞ヶ浦海軍航空隊分隊長兼教官。11月、谷田部海軍航空隊飛行隊長。
1941年（昭和16年）7月、第11連合航空隊参謀。10月、海軍少佐に進級。12月、太平洋戦争勃発。1942年（昭和17年）4月、第四航空戦隊航空参謀。6月、AL作戦に参加。7月14日、第二航空戦隊航空参謀。南太平洋海戦参加。1943年（昭和18年）9月1日、第26航空戦隊参謀。1944年（昭和19年）7月20日、第25航空戦隊航空参謀。「あ」号作戦に参加。同年8月24日、軍令部12課丁部員に着任。同年11月1日、海軍中佐に進級。1945年（昭和20年）6月、大本営綜合部編制班部員（航空関係）。
1945年8月、終戦。同年11月、予備役に編入。のち、公職追放となる。
追放解除後の1954年（昭和29年）8月10日、航空自衛隊に入隊（1等空佐）。航空幕僚監部付、統合幕僚会議事務局第2班長。1956年（昭和31年）7月10日、防衛研修所所員。1957年（昭和32年）7月1日、原隊復帰。同年9月1日、航空自衛隊第2操縦学校長兼宇都宮基地司令。1958年（昭和33年）2月16日、空将補に昇任。1959年（昭和34年）6月1日、航空総隊司令部付。1959年（昭和34年）8月1日、航空幕僚監部人事教育部副部長。1959年（昭和34年）9月1日、航空幕僚監部人事教育部教育第1課長事務取扱兼任。1960年（昭和35年）4月20日、航空幕僚監部人事教育部教育第1課長事務取扱解任。1961年（昭和36年）1月16日、第3航空団司令兼小牧基地司令。1962年（昭和37年）7月16日、航空自衛隊第2術科学校長。1963年（昭和38年）3月16日、航空自衛隊幹部学校副校長兼市ヶ谷基地司令。1963年（昭和38年）8月1日、保安管制気象団司令。1964年（昭和39年）7月6日、退官（空将に特別昇任）。
その後は松下電器産業（現・パナソニック）に勤務。1974年（昭和49年）国際PHP研究所顧問。
2007年（平成19年）2月22日、満97歳で没。叙・従四位。

## 年譜
- 1926年（大正15年）11月：海軍兵学校（第58期）入校。
- 1930年（昭和05年）11月：海軍兵学校卒業。
- 1932年（昭和07年）4月：海軍少尉任官。
- 1933年（昭和08年）11月：海軍練習航空隊第24期飛行学生を卒業。大村海軍航空隊付。海軍中尉に進級。
- 1934年（昭和09年）11月：空母「龍驤」乗組。
- 1936年（昭和11年）
  - 11月：大村海軍航空隊分隊長。
  - 12月：海軍大尉に進級。
- 1937年（昭和12年）12月1日：第一三航空隊分隊長[2]
- 1938年（昭和13年）
  - 3月23日：鹿屋海軍航空隊分隊長[3]
  - 4月6日：横須賀海軍航空隊分隊長兼教官[4]
- 1939年（昭和14年）6月1日：海軍練習航空隊高等科学生[5]
- 1940年（昭和15年）
  - 1月16日：霞ヶ浦海軍航空隊分隊長兼教官[6]
  - 11月15日：矢田部海軍航空隊飛行隊長兼教官[7]
- 1941年（昭和16年）
  - 7月26日：第11連合航空隊参謀[8]
  - 10月15日：海軍少佐に進級[9]
- 1942年（昭和17年）
  - 4月1日：第四航空戦隊司令部附[10]
  - 4月20日：第四航空戦隊参謀 [11]
  - 7月14日：第二航空戦隊参謀[12]
- 1943年（昭和18年）
  - 9月1日：第二六航空戦隊参謀[13]
  - 9月21日：第二航空戦隊参謀[14]
- 1944年（昭和19年）
  - 7月10日：第25航空戦隊参謀[15]
  - 8月15日：軍令部出仕[16]
  - 8月24日：兼補軍令部部員大本営海軍参謀[17]
  - 11月1日：海軍中佐に進級[18]
- 1945年（昭和20年）
  - 6月10日：兼補大本営海軍総合部部員[19]
  - 10月1日：海軍省出仕[20]
  - 11月30日：予備役に編入[21]
  - 12月1日：第二復員大臣官房史実調査部部員[22]
- 1946年（昭和21年）3月30日：充員召集解除[23]
- 1954年（昭和29年）8月10日：航空自衛隊に入隊（1等空佐）。航空幕僚監部付[24]、統合幕僚会議事務局第2班長
- 1956年（昭和31年）7月10日：防衛研修所所員[25]
- 1957年（昭和32年）
  - 7月1日：原隊復帰[26]
  - 9月1日：航空自衛隊第2操縦学校長兼宇都宮基地司令
- 1958年（昭和33年）2月16日：空将補に昇任[27]
- 1959年（昭和34年）
  - 6月1日：航空総隊司令部付[28]
  - 8月1日：航空幕僚監部人事教育部副部長[29]
  - 9月1日：航空幕僚監部人事教育部教育第1課長事務取扱兼任[30]
- 1960年（昭和35年）4月20日：航空幕僚監部人事教育部教育第1課長事務取扱解任[31]
- 1961年（昭和36年）1月16日：第3航空団司令兼小牧基地司令[32]
- 1962年（昭和37年）7月16日：航空自衛隊第2術科学校長[33]。
- 1963年（昭和38年）3月16日：航空自衛隊幹部学校副校長兼市ヶ谷基地司令[34]
- 1963年（昭和38年）8月1日：保安管制気象団司令[35]
- 1964年（昭和39年）7月6日：退官（空将に特別昇任）
- 2007年（平成19年）2月22日：満97歳で逝去、叙・従四位[36]

## 親族
- 弟・奥宮正典（特許庁総務部長、水資源開発公団理事、商工・通産官僚）
- 姪・奥宮暁子 (看護学者、元大阪大学教授)
- 相婿・山口多聞（海軍中将。奥宮と山口は妻同士が姉妹）

## 著作

### 単著
- 『翼なき操縦士』日本出版協同、1951年。
- 『ジエット機以後 - 超新鋭機と原子力』日本出版協同、1953年。
- 『空は危険がいっぱい』毎日新聞社、1970年。
- 『みせかけの繁栄 - 資源ゼロ日本の不安』PHP研究所、1973年。
- 『食糧危機はここまできている - 飢えを忘れた日本人』PHP研究所、1974年。
- 『戦争は日本を放棄していない』PHP研究所、1975年。
- 『ラバウル海軍航空隊 - 日本海軍海上航空戦史』朝日ソノラマ、1976年。
- 『もう一つの世界 - 13カ国・平和への挑戦』PHP研究所、1977年。
- 『さらば海軍航空隊 - 日本海軍航空隊戦史』朝日ソノラマ、1979年。
- 『日本防衛論』PHP研究所、1979年。
- 『海軍特別攻撃隊 - 特攻と日本人』朝日ソノラマ、1980年。
- 『いま防衛とは何か - 総合安全保障の功罪』PHP研究所、1981年。
- 『ジェット機時代』朝日ソノラマ、1982年。
- 『太平洋戦争と十人の提督』朝日ソノラマ、1983年。
- 『現代戦略論再考 - 日本の選ぶべき道は何か』PHP研究所、1986年。
- 『太平洋戦争の本当の読み方』PHP研究所、1987年。
- 『真実の太平洋戦争』PHP研究所〈PHP文庫〉、1988年。
- 『海軍航空隊全史』朝日ソノラマ、1988年。
- 『大艦巨砲主義の盛衰』朝日ソノラマ、1989年。
- 『平和と戦争の研究 - 現代日本の安全保障に関する考察』PHP研究所、1991年。
- 『PKOと憲法 - 国際社会の中で問われる日本』PHP研究所、1992年。
- 『山本五十六と松下幸之助 - 「比較論」リーダーの条件』PHP研究所、1992年。
- 『太平洋戦史の読み方』東洋経済新報社、1993年。
- 『日本はいかに敗れたか』上下、PHP研究所、1993年。
- 『太平洋戦争、五つの誤算』朝日ソノラマ、1994年。
- 『真珠湾までの五十年 - 真実の「太平洋戦争」前史』PHP研究所、1995年。
- 『アメリカを頼りに出来るか - 日米安保の功罪』PHP研究所、1995年。
- 『日本海軍が敗れた日』上下、PHP研究所、1996年。
- 『平和とは何か - 日本人が忘れてはいけないこと』PHP研究所、1996年。
- 『私の見た南京事件 - 日本人としていかに考えるべきか』PHP研究所、1997年。
- 『自衛隊では日本を守れない - 真の独立国になるために何が必要か』PHP研究所、1998年。
- 『大東亜戦争と日本人 - われわれは何のために戦ったか』PHP研究所、1998年。
- 『真実の日本海軍史』PHP研究所〈PHP文庫〉、1999年。
- 『大東亜戦争 - 私の歴史認識』PHP研究所、1999年。
- 『提督と参謀』PHP研究所、2000年。
- 『いま、有事に備えよう』光人社、2002年。
- 『わかりやすい日本の平和と戦争の基礎知識 - 安全保障、防衛論議の疑問に答える』グラフ社、2003年。

### 共著
- 淵田美津雄・奥宮正武『機動部隊』日本出版協同、1951年。
- 淵田美津雄・奥宮正武『ミッドウェー』日本出版協同、1951年。
- 堀越二郎・奥宮正武『零戦 - 日本海軍航空小史』日本出版協同、1953年。
  - 戦史研究や零戦開発史の資料として参照されることが多く、真珠湾攻撃の戦術・航空運用 のリアルな叙述は後続研究に影響を与えている。